# Frédéric Etsou Nzabi Bamungwabi
Frederic Etsou Nzabi, (Mazalonga, Congo Belga, 3 de diciembre de 1930-6 de enero de 2007) fue un cardenal católico del Congo.

## Biografía
Nació el 3 de diciembre de 1930 en Mazalaga.
El cardenal Frederic Etsou era considerado como uno de los líderes religiosos más prestigiosos de África, tras plantar cara a gobernantes como Mobutu y Kabila. 
Estudia en el Seminario Menor de Bolongo (Lisala), para más tarde asistir al Seminario Mayor de Kabwe donde cumple el primer ciclo de Filosofía (1949-1953) y un año de Teología (1953-1954). Graduado en Sociología en París y en Teología Pastoral en Bruselas. Fue nombrado arzobispo de Menefessi en 1976 por el papa Pablo VI. Fue nombrado cardenal por el papa Juan Pablo II el 28 de junio de 1991 con el título de Santa Lucía en Piazza d'Armi.
Falleció el 6 de enero de 2007 a los 76 años de edad debido a un edema pulmonar agudo en el hospital universitario de Lovaina. Está enterrado en la Catedral de Kinshasa, junto a su predecesor.